# Calvados (departement)
 For alternative betydninger, se Calvados. (Se også artikler, som begynder med Calvados)
Calvados ( fransk udtale ?) er et fransk departement i regionen Normandie. Hovedbyen er Caen, og departementet har 648.385 indbyggere (1999).
Der er 4 arrondissementer, 25 kantoner og 538 kommuner i Calvados.
- Wikimedia Commons har flere filer relateret til Calvados (departement)

49°02′N 0°15′Ø / 49.03°N 0.25°Ø